# Aglos
Aglos (en rus: Аглос) és un poble (un possiólok) de l'óblast de Rostov, a Rússia, que en el cens del 2010 tenia 86 habitants, pertany al raion d'Aksai.